# Robert Wollenberg
Franz Robert Emil Wollenberg (ur. 9 lutego 1862 w Pelplinie, zm. 16 sierpnia 1942 w Berlinie-Steglitz) – niemiecki lekarz neurolog i psychiatra.
Był synem lekarza wojskowego. W 1879 ukończył Wilhelmsgymnasium w Królewcu, następnie studiował medycynę na Uniwersytecie Albertyna i na Uniwersytecie w Lipsku. W 1885 w Lipsku ukończył studia. Praktykował następnie w różnych szpitalach psychiatrycznych, od 1888 w klinice chorób nerwowych Charité w Berlinie. Od 1891 w klinice w Halle, w 1892 habilitował się z psychiatrii i neurologii. W 1896 został profesorem. Od 1898 ordynator (Oberarzt) w zakładzie psychiatrycznym w Hamburgu-Friedrichsbergu, od 24 grudnia 1900 profesor zwyczajny na Uniwersytecie Eberharda Karola w Tybindze, gdzie zastąpił Ernsta Siemerlinga. Od 1906 na katedrze Uniwersytecie Cesarza Wilhelma w Straßburgu. Po I wojnie światowej przez dwa lata na Uniwersytecie Filipa w Marburgu. W 1921 objął katedrę Śląskiego Uniwersytetu Fryderyka Wilhelma we Wrocławiu, w 1930 przeszedł na emeryturę. Osiadł wtedy w Berlinie, zajmował się sztuką i literaturą. Zmarł w Berlinie w 1942 roku.
W 1931 opublikował autobiografię zatytułowaną Erinnerungen eines alten Psychiaters.
Wollenberg i Gaupp byli biegłymi psychiatrami w głośnym procesie seryjnego mordercy Ernsta Wagnera w 1914 roku.

## Wybrane prace
- Chorea, Paralysis Agitans, Paramyoclonus multiplex (Myoklonie). Alfred Hölder, 1899
- Die Hypochondrie. 1904
- Über das „Querulieren” Geisteskranker (Autoreferat). Carl Marhold, 1904
- Gaupp, Wollenberg. Zur Psychologie des Massenmords Hauptlehrer Wagner von Degerloch. J. Springer, 1914
- Shakespeare, persönliches aus Welt und Werk: eine psychologische Studie. E. Ebering, 1939